# Hilti
Hilti Corporation, Hilti Aktiengesellschaft o Hilti AG, también conocida como Hilti Group, es una multinacional liechtensteiniana que desarrolla, manufactura y comercializa productos para la construcción y para las industrias de mantenimiento de edificación, principalmente para clientes profesionales. Se concentra primeramente en martillos percutores, equipos contraincendios, sistemas de instalaciones, pero fabrica y comercializa variedades de herramientas (incluyendo taladros eléctricos, taladros angulares, aparatos de nivelación láser, motosierras y sujetadores). Hilti, una marca registrada de varias entidades corporativas del Grupo, es el nombre de la familia del fundador de la compañía.

## Historia
Hilti fue fundada en 1941 por Martin y Eugen Hilti, con la apertura de un taller mecánico en Schaan, Liechtenstein. El Martin Hilti Family Trust posee todas las acciones registradas de Hilti desde 2003.

## Básicos
Hilti tiene su sede en Schaan, Liechtenstein, y en el principado es la entidad con mayor número de empleados. La compañía emplea más de 30.000 personas en todo el mundo, de los cuales 2.500 en Estados Unidos. La sede de Hilti Norteamérica se halla en Dallas, Texas, desde 2015, aunque está presente en los cincuenta estados.

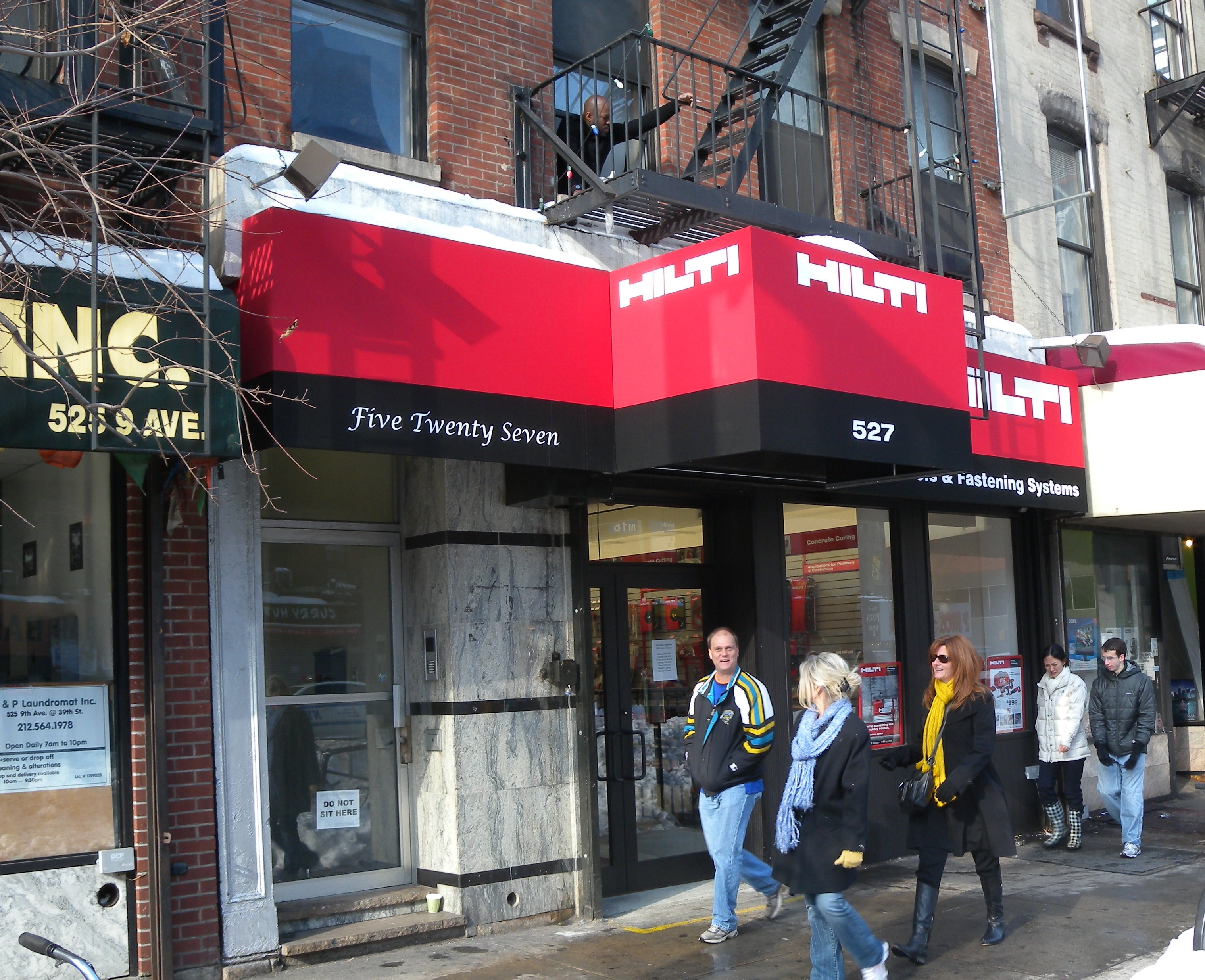
Tienda de Hilti en Nueva York.

## Fundación Hilti
La Fundación Hilti es una rama del Martin Hilti Family Trust que da apoyo a actividades culturales, sociales, científicas y educativas. Entre ellas están las expediciones egipcias del arqueólogo submarino Franck Goddio. En cooperación con el Consejo Supremo de Antigüedades egipcio, Goddio y su equipo han localizado los restos del legendario puerto antiguo de Alejandría, la legendaria ciudad perdida de Heracleion, y partes de la ciudad de Canopo. También, cerca de Filipinas, Goddio encontró y excavó varios importantes barcos históricos hundidos que habían permanecido en el fondo del Mar del Sur de China durante cientos de años.
La Fundación es supervisada por Michael Hilti, Presidente del Consejo de la Fundación y miembro del consejo de directores de Hilti AG.